# 多洛雷斯 (科潘省)
多洛雷斯（西班牙語：Dolores），是洪都拉斯的城鎮，位於該國西部，由科潘省負責管轄，始建於1919年，面積47.1平方公里，海拔高度1,167米，2001年人口4,906，人口密度每平方公里104.16人。
14°52′N 88°50′W / 14.867°N 88.833°W